# Gail Goodrich
Pour les articles homonymes, voir Goodrich.
 (novembre 2018).
Gail Charles Goodrich Jr. (né le 23 avril 1943 à Los Angeles, Californie) est un ancien joueur américain de basket-ball de NBA. Il a pris part à l'épopée des Lakers de Los Angeles en 1971-1972 qui avaient établi le record de 33 victoires consécutives, ce qui demeure toujours à l'heure actuelle la meilleure série de l'histoire de la NBA et cette saison fut également l'année du premier titre de champion de Los Angeles. Goodrich était le meilleur marqueur de cette équipe. En 1996, 17 ans après son retrait du monde professionnel, Goodrich fut intronisé au Basketball Hall of Fame.

## Débuts

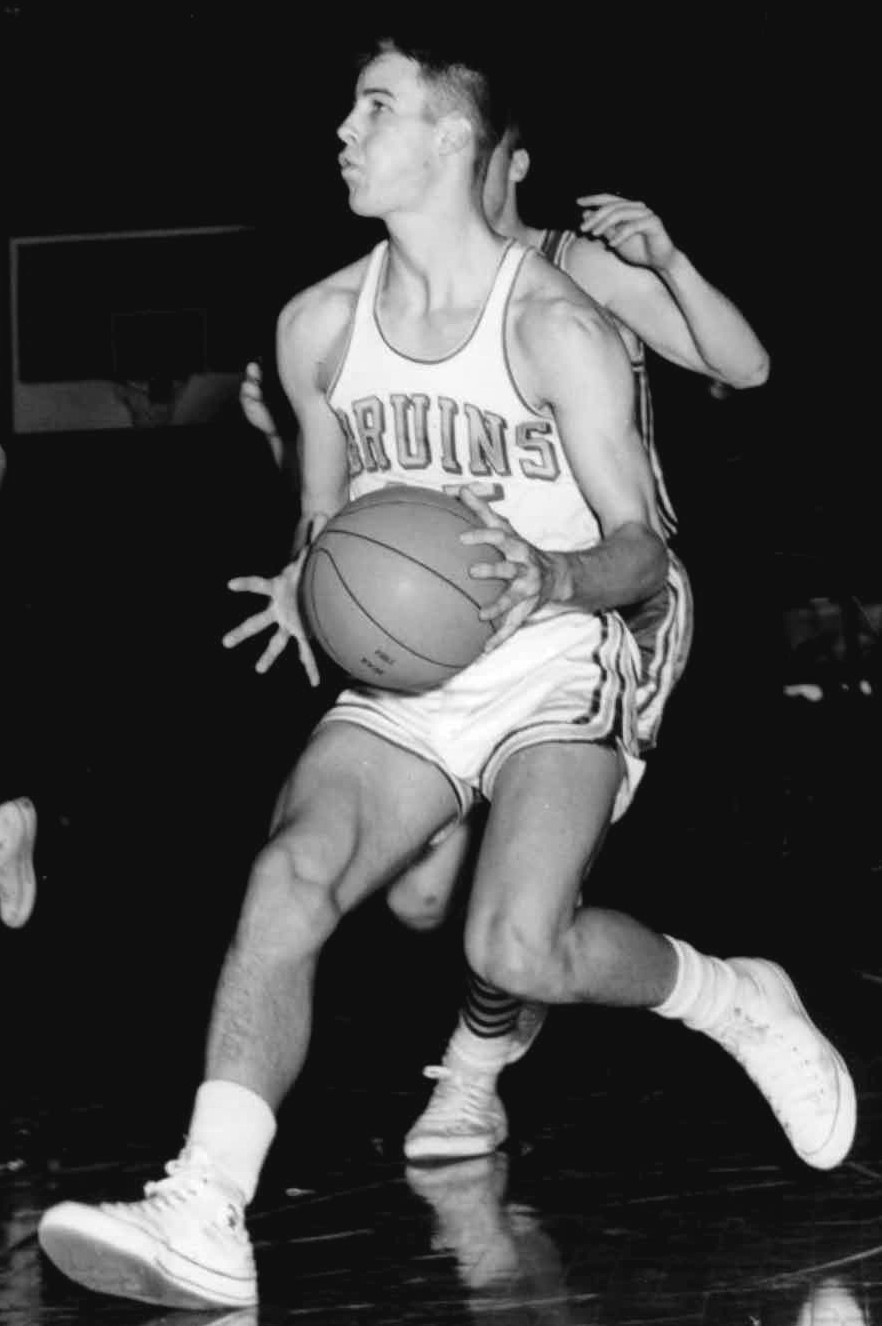
Gail Goodrich en 1964

Natif de la région de Los Angeles, Goodrich était le capitaine de l'équipe de basket-ball du lycée "John H. Francis Polytechnic" qui remporta le titre de champion de lycée de Los Angeles en 1961.
Il rejoint par la suite UCLA, où il finit meilleur marqueur de l'histoire de l'université et remporta deux titres de champion en 1964 et 1965. Il fut élu à deux reprises All-America.
Lors de la finale NCAA 1965, il inscrivit un record de 42 points permettant à UCLA de battre Michigan. Ce record tint jusqu'en 1973 lorsque Bill Walton marqua 44 points face à Memphis State, mais demeure toujours la deuxième meilleure performance de l'histoire à ce jour.
Goodrich déclara qu'il voulait au départ rejoindre l'université de Californie du Sud (USC), où son père fut un joueur phare, mais l'entraîneur John Wooden de UCLA parvint à le décider à rejoindre son université au détriment de USC. Comme beaucoup d'équipes de Division I, USC doutait de Goodrich à cause de sa petite taille. Il mesurait seulement 1,78 m lors de son année junior au lycée, et même avec sa taille finale de 1,85 m, il figurait parmi les petits gabarits du basket-ball universitaire. Il était surnommé Stumpy par ses coéquipiers.
Compétiteur acharné, Gail Goodrich utilisait ses capacités à bien manier le ballon et son excellente vision du jeu pour mener deux des plus fameuses équipes de l'histoire. Ce gaucher était le principal atout offensif de l'équipe. Il réalisa une moyenne de 21,5 points par match et mena les Bruins d'UCLA à un bilan de 30 victoires - 0 défaites en 1963-1964. Pour la première fois, une équipe de UCLA remporta l'intégralité de ses 30 rencontres sur le chemin d'un premier titre de champion NCAA. Goodrich et Keith Erickson furent les deux seuls titulaires vainqueurs du premier titre à rester la saison suivante. Lors de son année senior, les Bruins conservèrent leur titre de champion NCAA, Goodrich inscrivant 24,6 points par match. À UCLA, Goodrich réalisa un bilan de 78 victoires - 11 défaites en trois ans. Il fut nommé dans la NCAA Final Four All-Tournament team lors de ces deux années et termina meilleur marqueur de l'histoire de UCLA avec 1 690 points.
Il est désigné dans la meilleure équipe de tous les temps de UCLA selon The Sporting News, équipe composée de
Reggie Miller, arrière, à UCLA de 1984 à 1987, Gail Goodrich, meneur, de 1963 à 1965, Lew Alcindor, pivot, de 1967 à 1969 Sidney Wicks, ailier, de 1969 à 1971, Marques Johnson, ailier, de 1974 à 1977. L'entraîneur désigné est John Wooden.

## Carrière professionnelle
Bien que beaucoup d'observateurs estimaient qu'il était trop petit pour le monde universitaire et trop frêle pour le milieu professionnel, Goodrich, à force de persévérance et de discipline, prouva à ses détracteurs qu'ils avaient tort. Goodrich était surnommé "Stumpy", un sobriquet trouvé par son coéquipier Jerry West, à cause de son faible gabarit.
En 1968, les Lakers perdirent Goodrich qui rejoint les Suns de Phoenix lors de la draft d'expansion, et il devint rapidement la star de la nouvelle franchise et le joueur préféré des fans des Suns. Titulaire pour la première fois de sa carrière en NBA en 1968-1969, Goodrich inscrivit 23,8 points par match, finissant meilleur marqueur de son équipe et 6e de la ligue. Il surprit les critiques qui l'avait catalogué comme scoreur en se classant au 7e rang des passeurs avec 6,4 passes décisives par match et fut sélectionné pour le All-Star Game 1969. En 1969-1970, Goodrich réalisa des moyennes de 20,0 points et 7,5 passes décisives par match et fut leader de son équipe. À l'issue de la saison, il retourna aux Lakers en échange de Mel Counts.
Avec les Lakers, Goodrich mena l'équipe à un bilan de 69 victoires - 13 défaites lors de la saison 1971-1972 et à un titre de champion NBA, ainsi qu'à un record de 33 matchs remportés consécutivement aux côtés des Hall of Famers Jerry West et Wilt Chamberlain. Goodrich fut le meilleur marqueur des Lakers en 1971-1972, 1972-1973, 1973-1974 et 1974-1975. De la saison 1968-1969 à la saison 1975-1976, Goodrich compila une moyenne de 22,4 points par match, parmi les meilleures en NBA sur cette période, tout en réalisant une moyenne de cinq passes décisives.
La saison 1973-1974 fut la meilleure de sa carrière. Il fut élu dans la All-NBA First-team et une nouvelle fois All-star. Il inscrivit 25,3 points de moyenne par match, la 4e de la ligue.
En 1975-1976, Goodrich changea de rôle, devenant plus un meneur-gestionnaire qu'un meneur-scoreur, échangeant son rôle avec Lucius Allen. Goodrich eut un rôle similaire à Phoenix, mais en évoluant avec Jerry West, Goodrich était arrière shooteur. Pour la petite histoire, Allen jouait au poste d'arrière avec Oscar Robertson aux Bucks de Milwaukee. La même saison, les Lakers acquirent Kareem Abdul-Jabbar pour renforcer le poste de pivot avec Elmore Smith.
Le 6 août 1976, Gail signa un contrat de trois ans et 1,4 million de dollars avec le Jazz de La Nouvelle-Orléans, faisant équipe sur les lignes arrières avec Pete Maravich. Il se blessa en début de saison 1976-1977 au tendon d'Achille. En janvier 1977, Goodrich entama des poursuites contre les Lakers car ceux-ci ne lui auraient pas versé 150 000 dollars sur les 275 000 de son salaire de la saison 1975-1976 à cause de son absence au camp d'entraînement et à des matchs de présaison et de saison régulière. Les poursuites portaient aussi sur une demande de dommages et intérêts pour 75 000 dollars pour non-respect du contrat. Il se rétablit de sa blessure et se prépara pour la saison 1977-1978, inscrivant 16.1 points de moyenne et son meilleur pourcentage aux tirs en carrière avec 49,5 % à l'âge de 34 ans.
Il joua une ultime saison en 1978-1979, la 14e de sa carrière. Après avoir cumulé 12,7 points de moyenne en 74 matchs, Goodrich prit sa retraite avec un total de 19 181 points inscrits en carrière.
Son impact au sein de la franchise des Lakers se fit ressentir bien après son départ. Lorsqu'il signa avec le Jazz de La Nouvelle-Orléans en 1976, contre le règlement de la ligue, les Lakers reçurent une compensation pour avoir perdu un free agent vétéran. Les Lakers et le Jazz s'accordèrent pour envoyer le plus haut choix de draft 1979 de La Nouvelle-Orléans à Los Angeles (ainsi que le premier choix de la draft 1978 et un second tour de draft). Lorsque le Jazz termina la saison 1978-1979 avec le pire bilan de la NBA, les Lakers furent éligibles pour obtenir l'un des deux premiers choix de la draft. Jusqu'en 1985, les deux équipes avec le pire bilan tiraient à pile ou face afin de déterminer quelle équipe aurait le privilège de bénéficier du premier choix de draft. Les Lakers remportèrent le tirage au sort contre les Bulls de Chicago, qui sélectionnèrent David Greenwood en deuxième position. Les Lakers sélectionnèrent Magic Johnson. L'autre choix fut utilisé pour sélectionner Kenny Carr.
Au cours de sa carrière, Goodrich fut All-Star à cinq reprises. Il demeure toujours le troisième meilleur marqueur parmi les gauchers de l'histoire de la NBA. Au moment de sa retraite en 1979, Goodrich était le 11e marqueur de l'histoire et le 10e meilleur passeur.
Après sa carrière de basketteur, Goodrich et sa famille s'installèrent à Greenwich, Connecticut. Goodrich devint dirigeant dans une société de golf, et est aujourd'hui consultant pour NBA TV.

## Palmarès
- Champion NBA en 1972 avec les Lakers de Los Angeles
- 5 sélections au  NBA All-Star Game en 1969, 1972, 1973, 1974, 1975
- All-NBA First Team en 1974
- Son maillot, le no 25 a été retiré par les Lakers de Los Angeles et par Bruins d'UCLA.
- Son numéro 12 fut aussi retiré par le lycée "John H. Francis Polytechnic

## Statistiques
gras = ses meilleures performances

### Universitaires
Statistiques en université de Gail Goodrich
| Saison    | Équipe   | Matchs | % Tir | % LF | Rbds/m. | Pts/m. |
| --------- | -------- | ------ | ----- | ---- | ------- | ------ |
| 1962-1963 | UCLA     | 29     | 41,8  | 64,1 | 3,5     | 10,4   |
| 1963-1964 | UCLA     | 30     | 45,8  | 71,1 | 5,2     | 21,5   |
| 1964-1965 | UCLA     | 30     | 52,5  | 71,7 | 5,3     | 24,8   |
| Carrière  | Carrière | 89     | 47,6  | 70,2 | 4,7     | 19,0   |

### Professionnelles

#### Saison régulière
Légende :
| Champion NBA | Meilleur joueur de cette catégorie statistique de la saison |

gras = ses meilleures performances
Statistiques en saison régulière de Gail Goodrich
| Saison        | Équipe              | Matchs | Titul. | Min./m | % Tir | % LF | Rbds/m. | Pass/m. | Int/m. | Ctr/m. | Pts/m. |
| ------------- | ------------------- | ------ | ------ | ------ | ----- | ---- | ------- | ------- | ------ | ------ | ------ |
| 1965-1966     | L.A. Lakers         | 65     | —      | 15,5   | 40,4  | 69,1 | 2,0     | 1,6     | —      | —      | 7,8    |
| 1966-1967     | L.A. Lakers         | 77     | —      | 23,1   | 45,4  | 75,1 | 3,3     | 2,7     | —      | —      | 12,4   |
| 1967-1968     | L.A. Lakers         | 79     | —      | 26,0   | 48,6  | 77,0 | 2,5     | 2,6     | —      | —      | 13,8   |
| 1968-1969     | Phoenix             | 81     | —      | 40,0   | 41,1  | 74,7 | 5,4     | 6,4     | —      | —      | 23,8   |
| 1969-1970     | Phoenix             | 81     | —      | 39,9   | 45,4  | 80,8 | 4,2     | 7,5     | —      | —      | 20,0   |
| 1970-1971     | L.A. Lakers         | 79     | —      | 35,5   | 47,5  | 77,0 | 3,3     | 4,8     | —      | —      | 17,5   |
| 1971-1972     | L.A. Lakers         | 82     | 82     | 37,1   | 48,7  | 85,0 | 3,6     | 4,5     | —      | —      | 25,9   |
| 1972-1973     | L.A. Lakers         | 76     | 76     | 35,5   | 46,4  | 84,0 | 3,5     | 4,4     | —      | —      | 23,9   |
| 1973-1974     | L.A. Lakers         | 82     | 82     | 37,3   | 44,2  | 86,4 | 3,0     | 5,2     | 1,5    | 0,1    | 25,3   |
| 1974-1975     | L.A. Lakers         | 72     | 72     | 37,1   | 45,9  | 84,1 | 3,0     | 5,8     | 1,4    | 0,1    | 22,6   |
| 1975-1976     | L.A. Lakers         | 75     | 71     | 35,3   | 44,1  | 84,7 | 2,9     | 5,6     | 1,6    | 0,2    | 19,5   |
| 1976-1977     | La Nouvelle-Orléans | 27     | 0      | 22,6   | 44,6  | 80,0 | 2,3     | 2,7     | 0,8    | 0,1    | 12,6   |
| 1977-1978     | La Nouvelle-Orléans | 81     | 49     | 31,5   | 49,5  | 79,5 | 2,2     | 4,8     | 1,0    | 0,3    | 16,1   |
| 1978-1979     | La Nouvelle-Orléans | 74     | 34     | 28,8   | 44,9  | 85,3 | 2,5     | 4,8     | 1,2    | 0,2    | 12,7   |
| Carrière      | Carrière            | 1031   | 466    | 32,5   | 45,6  | 80,7 | 3,2     | 4,7     | 1,3    | 0,2    | 18,6   |
| All-Star Game | All-Star Game       | 5      | 3      | 15,4   | 42,1  | 50,0 | 1,8     | 2,8     | 0,2    | 0,0    | 6,6    |

#### Playoffs
Légende :
| Champion NBA | Meilleur joueur de cette catégorie statistique de la saison |

Statistiques en playoffs de Gail Goodrich
| Saison   | Équipe      | Matchs | Titul. | Min./m | % Tir | % LF | Rbds/m. | Pass/m. | Int/m. | Ctr/m. | Pts/m. |
| -------- | ----------- | ------ | ------ | ------ | ----- | ---- | ------- | ------- | ------ | ------ | ------ |
| 1966     | L.A. Lakers | 11     | —      | 26,4   | 46,7  | 67,4 | 3,8     | 3,0     | —      | —      | 10,5   |
| 1967     | L.A. Lakers | 3      | —      | 27,0   | 35,5  | 61,1 | 3,0     | 3,3     | —      | —      | 11,0   |
| 1968     | L.A. Lakers | 10     | —      | 10,0   | 48,9  | 77,8 | 1,4     | 1,4     | —      | —      | 6,0    |
| 1970     | Phoenix     | 7      | —      | 37,9   | 47,5  | 85,7 | 4,6     | 5,4     | —      | —      | 20,3   |
| 1971     | L.A. Lakers | 12     | 12     | 43,2   | 42,5  | 84,1 | 3,2     | 7,6     | —      | —      | 25,4   |
| 1972     | L.A. Lakers | 15     | 15     | 38,3   | 44,5  | 89,8 | 2,5     | 3,3     | —      | —      | 23,8   |
| 1973     | L.A. Lakers | 17     | 17     | 35,5   | 44,8  | 78,5 | 3,6     | 3,9     | —      | —      | 20,0   |
| 1974     | L.A. Lakers | 5      | 5      | 37,8   | 38,9  | 84,8 | 3,2     | 6,0     | 1,4    | 0,2    | 19,6   |
| Carrière | Carrière    | 80     | 49     | 32,8   | 44,2  | 81,9 | 3,1     | 4,2     | 1,4    | 0,2    | 18,1   |